# Джексон, Джош
Джошуа О’Нил Джексон (англ. Joshua O' Neal Jackson; род. 10 февраля 1997 года Сан-Диего, Калифорния, США) — американский профессиональный баскетболист, который в последний раз выступал за команду «Стоктон Кингз» из Джи-Лиги НБА. Играет на позиции лёгкого форварда. Выступал за команду Канзасского университета «Канзас Джейхокс» в студенческом баскетболе. Был выбран на драфте НБА 2017 года в первом раунде под общим четвёртым номером.

## Карьера

### Финикс Санз (2017—2019)

#### Сезон 2017/18
22 июня 2017 года Джексон был выбран на драфте НБА 2017 года под общим 4-м номером командой «Финикс Санз». 3 июля 2017 Джексон подписал с командой контракт.
Во время Летней лиги НБА 2017 года Джексон набирал 17,4 очков, 9,2 подборов, 1,6 передачи, 1,2 перехвата и 1,0 блока при 35,0 минутах за игру в пяти матчах (из шести, проведенных командой), в которых он участвовал, что позволило ему попасть в первую команду Летней лиги вместе с Лонзо Боллом, Деннисом Смитом (младшим), Джоном Коллинзом и Калебом Суониганом.
Джексон дебютировал в НБА в качестве стартового мощного форварда «Санз» 18 октября 2017 года. Во время третьей игры сезона Джексон сделал неуместный, угрожающий жест рукой в сторону болельщиков «Лос-Анджелес Клипперс», за что 24 октября 2017 года был оштрафован на 35 000 долларов.
Джексон начал игру в «Санз» на позиции мощного форварда, а затем вернулся на свою более привычную позицию легкого форварда (хотя и со скамейки запасных) 23 октября 2017 года в победе над «Сакраменто Кингз».
29 ноября 2017 года Джексон набрал 20 очков в поражении от «Детройт Пистонс».7 декабря Джексон был возвращен в стартовый состав на позицию атакующего защитника после травмы Девина Букера.
7 января 2018 года Джексон оформил свой первый дабл-дабл в профессиональной карьере: 17 очков, максимальные в сезоне 10 подборов и максимальные в сезоне 5 передач в победе над «Оклахома-Сити Тандер».
Пропустив следующую игру против «Хьюстон Рокетс» из-за растяжения правого бедра, Джексон вернулся в стартовый состав в качестве легкого форварда 14 января, набрав 21 очко в разгромном поражении от «Индиана Пэйсерс». 31 января в победе над «Даллас Маверикс»  он повторил этот результат.
4 февраля в поражении от «Шарлотт Хорнетс» Джексон набрал 23 очка, а в свой 21-й день рождения провел лучшую игру в сезоне новичков, набрав 20 очков, 7 подборов, 5 передач, 1 перехват и 4 блока в матче с «Денвер Наггетс». Джексон побьет предыдущий рекорд сезона по количеству очков, набрав 29 очков 28 февраля в победе над «Мемфис Гриззлис». В День святого Патрика Джексон побил этот результат, набрав 36 очков со скамейки запасных в матче против «Голден Стэйт Уорриорз». 20 марта 2018 года Джексон оформил дабл-дабл из 15 очков и 11 подборов в проигрыше от «Детройт Пистонс».
22 мая 2018 года Джексон был включен во вторую команду новичков НБА.

#### Сезон 2018/19
До того, как Джексон был выбран во вторую команду новичков НБА, он стал представителем команды на драфт-лотерее НБА 2018 года. 15 мая 2018 года «Санз» впервые в истории франшизы получили первый выбор на драфте.
Джексон присоединился к первому выбору на драфте «Санз», Деандре Эйтону, другим новичкам и молодым игрокам «Санз» на Летней лиге НБА 2018 года. В течение всей предсезонки Джексон был вынужден играть роль ведущего атакующего защитника, пытаясь заменить Девина Букера, который в то время выбыл из-за операции на пальце.
В дебютном матче сезона 17 октября 2018 года Джексон вернулся на скамейку запасных, набрав 18 очков в разгромной победе над «Даллас Маверикс».

### Мемфис Гриззлис (2019—2020)
7 июля 2019 года «Санз» обменяли Джексона в «Мемфис Гриззлис». 27 сентября «Гриззлис» направили его на начало сезона в «Мемфис Хастл», их филиал в Джи-Лиге НБА. Джексон сыграл в 26 матчах за «Хастл», прежде чем был вызван в «Гриззлис», набирая в среднем 20,0 очка, 7,5 подборов, 4,3 передачи, 1,4 блока и 1,3 перехвата за игру, и был назван лучшим игроком Западной конференции Джи-Лиги НБА в середине сезона.

### Детройт Пистонс (2020—2022)
1 декабря 2020 года Джексон подписал контракт с командой своего родного города, «Детройт Пистонс». Он дебютировал за команду 23 декабря, набрав 19 очков и сделав шесть подборов в проигрыше от «Миннесоты Тимбервулвз». 1 апреля 2021 года Джексон набрал максимальные за сезон 31 очко и четыре передачи в победе над «Вашингтон Уизардс». Джексон завершил сезон 2020/21, набирая в среднем 13,4 очков за игру.
3 января 2022 года Джексон набрал максимальные за сезон 24 очка и пять подборов в победе над «Милуоки Бакс».

### Сакраменто Кингз (2022)
10 февраля 2022 года Джексон и Трей Лайлз были приобретены командой «Сакраменто Кингз» в ходе сделки с четырьмя командами, в результате которой Марвин Бэгли III был отправлен в «Пистонс». Этот обмен  воссоединил Джексона с бывшими партнерами по «Санз» Ришоном Холмсом и Алексеем Ленем.
31 августа 2022 года Джексон подписал контракт с «Торонто Рэпторс». 14 октября игрок был отчислен.

### Стоктон Кингз (2023)
24 января 2023 года Джексон подписал контракт с клубом Джи-Лиги НБА «Стоктон Кингз». Через четыре дня клуб отчислил игрока.

## Сборная США
Джексон выступал за сборную США на чемпионате мира по баскетболу среди юношей до 19 лет в 2015 году в Греции.

## Статистика

### Статистика в НБА
| Сезон                                                                                    | Команда    | Регулярный сезон | Регулярный сезон | Регулярный сезон | Регулярный сезон | Регулярный сезон | Регулярный сезон | Регулярный сезон | Регулярный сезон | Регулярный сезон | Регулярный сезон | Регулярный сезон | Серия плей-офф | Серия плей-офф | Серия плей-офф | Серия плей-офф | Серия плей-офф | Серия плей-офф | Серия плей-офф | Серия плей-офф | Серия плей-офф | Серия плей-офф | Серия плей-офф |
| Сезон                                                                                    | Команда    | GP               | GS               | MPG              | FG%              | 3P%              | FT%              | RPG              | APG              | SPG              | BPG              | PPG              | GP             | GS             | MPG            | FG%            | 3P%            | FT%            | RPG            | APG            | SPG            | BPG            | PPG            |
| ---------------------------------------------------------------------------------------- | ---------- | ---------------- | ---------------- | ---------------- | ---------------- | ---------------- | ---------------- | ---------------- | ---------------- | ---------------- | ---------------- | ---------------- | -------------- | -------------- | -------------- | -------------- | -------------- | -------------- | -------------- | -------------- | -------------- | -------------- | -------------- |
| 2017/18                                                                                  | Финикс     | 77               | 35               | 25,4             | 41,7             | 26,3             | 63,4             | 4,6              | 1,5              | 1,0              | 0,5              | 13,1             | Не участвовал  | Не участвовал  | Не участвовал  | Не участвовал  | Не участвовал  | Не участвовал  | Не участвовал  | Не участвовал  | Не участвовал  | Не участвовал  | Не участвовал  |
| 2018/19                                                                                  | Финикс     | 79               | 29               | 25,2             | 41,3             | 32,4             | 67,1             | 4,4              | 2,3              | 0,9              | 0,7              | 11,5             | Не участвовал  | Не участвовал  | Не участвовал  | Не участвовал  | Не участвовал  | Не участвовал  | Не участвовал  | Не участвовал  | Не участвовал  | Не участвовал  | Не участвовал  |
| 2019/20                                                                                  | Мемфис     | 22               | 0                | 17,3             | 44,0             | 31,9             | 70,0             | 3,0              | 1,6              | 0,8              | 0,4              | 9,0              | Не участвовал  | Не участвовал  | Не участвовал  | Не участвовал  | Не участвовал  | Не участвовал  | Не участвовал  | Не участвовал  | Не участвовал  | Не участвовал  | Не участвовал  |
| 2020/21                                                                                  | Детройт    | 62               | 25               | 25,2             | 41,9             | 30,0             | 72,9             | 4,1              | 2,3              | 0,9              | 0,8              | 13,4             | Не участвовал  | Не участвовал  | Не участвовал  | Не участвовал  | Не участвовал  | Не участвовал  | Не участвовал  | Не участвовал  | Не участвовал  | Не участвовал  | Не участвовал  |
| 2021/22                                                                                  | Детройт    | 39               | 3                | 18,1             | 41,0             | 26,5             | 71,4             | 3,2              | 1,3              | 0,5              | 0,5              | 7,1              | Не участвовал  | Не участвовал  | Не участвовал  | Не участвовал  | Не участвовал  | Не участвовал  | Не участвовал  | Не участвовал  | Не участвовал  | Не участвовал  | Не участвовал  |
| 2021/22                                                                                  | Сакраменто | 12               | 0                | 10,3             | 34,7             | 17,6             | 71,4             | 1,5              | 0,4              | 0,4              | 0,3              | 4,3              | Не участвовал  | Не участвовал  | Не участвовал  | Не участвовал  | Не участвовал  | Не участвовал  | Не участвовал  | Не участвовал  | Не участвовал  | Не участвовал  | Не участвовал  |
|                                                                                          | Всего      | 291              | 92               | 23,1             | 41,6             | 29,2             | 68,0             | 4,0              | 1,8              | 0,9              | 0,6              | 11,3             | Не участвовал  | Не участвовал  | Не участвовал  | Не участвовал  | Не участвовал  | Не участвовал  | Не участвовал  | Не участвовал  | Не участвовал  | Не участвовал  | Не участвовал  |
| Наведите курсор мыши на аббревиатуры в заголовке таблицы, чтобы прочесть их расшифровку. |            |                  |                  |                  |                  |                  |                  |                  |                  |                  |                  |                  |                |                |                |                |                |                |                |                |                |                |                |

### Статистика в колледже
| Сезон                                                                                   | Команда | GP | GS | MPG  | FG%  | 3P%  | FT%  | RPG | APG | SPG | BPG | PPG  |  |
| --------------------------------------------------------------------------------------- | ------- | -- | -- | ---- | ---- | ---- | ---- | --- | --- | --- | --- | ---- |  |
| 2016/17                                                                                 | Канзас  | 35 | 35 | 30,8 | 51,3 | 37,8 | 56,6 | 7,4 | 3,0 | 1,7 | 1,1 | 16,3 |  |
|                                                                                         | Всего   | 35 | 35 | 30,8 | 51,3 | 37,8 | 56,6 | 7,4 | 3,0 | 1,7 | 1,1 | 16,3 |  |
| Наведите курсор мыши на аббревиатуры в заголовке таблицы, чтобы прочесть их расшифровку |         |    |    |      |      |      |      |     |     |     |     |      |  |